# عيد ميلاد سعيد (فلم 2024)
عيد ميلاد سعيد هو فيلم إثارة هندي من إخراج سريرام راغافان وإنتاج شركة تيبس فيلمز بالاشتراك مع ماتش بوكس بيكتشرز. الفيلم ثنائي اللغة باللغتين الهندية والتاميلية، من بطولة كاترينا كايف وفيجاي سيثيباثي، إلى جانب أشويني كاليسكار ولوكي كيني وباري ماهيشواري شارما. عيد ميلاد مجيد (اللغة الهندية)، مع قرب نهاية السنة يُشعل لقاء عابر على غير ميعاد مشاعر المودة بين شخصين غريبين غامضين في ليلة عيد الميلاد المجيد، فيما تأخذ الأحداث منعطفًا مظلمًا يهدد بكشف ماضيهما المظلم.
كانت الحبكة الأساسية للفيلم مبنية على رواية فريدريك دارد الفرنسية Le Monte-charge (طائر في قفص).
تم الإعلان عن الفيلم رسميًا في ديسمبر 2021. بدأ التصوير الرئيسي في نفس الشهر في مومباي جنبًا إلى جنب مع جدول متقطع في أوتار براديش، والذي تبعه جدول في الموقع السابق، وانتهى بحلول منتصف يناير 2023. يحتوي الفيلم على موسيقى من تأليف بريتام، وتصوير سينمائي من تأليف مادو نيلاكاندان وتحرير بوجا لادا سورتي. بعد عدة تأجيلات، تم إصدار فيلم في دور العرض في 12 يناير 2024. تلقى الفيلم مراجعات إيجابية، مع إشادة بأداء كايف وسيثوباتي.

## طاقم التمثيل
حسب الاعتمادات الختامية للفيلم:

### النسخة الهندية
- فيجاي سيثوباثي - ألبرت أروجياسوامي
- كاترينا كايف  - ماريا
- تينو أناند - عم يادوم
- سانجاي كابور - روني
- اشويني كالسيكار - سكارليت زوجة روني
- لوك كيني - جيروم زوج ماريا
- باري ماهيشواري شارما - آني ابنة ماريا
- فيناي باتاك- مفتش الشرطة باريش كامدار
- براتيما كاظمي - شرطية لاكشمي
- راديكا أبتي - روزي
- غياثري - مغني
- ساهيل فايد - موعد ماريا

### النسخة التاميلية
- فيجاي سيثوباثي - ألبرت أروجياسوامي
- كاترينا كايف  - ماريا
- راجيش - عم يادوم
- كافين جاي بابو - روني
- اشويني كالسيكار - سكارليت زوجة روني
- لوك كيني - جيروم زوج ماريا
- باري ماهيشواري شارما - آني ابنة ماريا
- شانموجاراجان - مفتش الشرطة إس ديفاراج
- راديكا ساراتكومار - شرطي لاكشمي
- راديكا أبتي - روزي
- غياثري - مغني
- ساهيل فايد - موعد ماريا

## روابط خارجية
- عيد ميلاد سعيد  في قاعدة بيانات الأفلام على الإنترنت (بالإنجليزية)